# Biểu mô

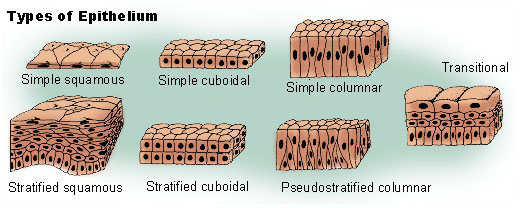
Các loại biểu mô

Biểu mô là một loại mô bao gồm các tế bào nằm lót trong các khoang trống và các bề mặt của các cấu trúc trong cơ thể hoặc chế tiết. Biểu mô gồm nhiều tế bào đa diện xếp sít nhau, liên kết chặt chẽ, khoảng gian bào rất hẹp. Biểu mô có nguồn gốc từ cả 3 lá phôi: lá ngoài, lá giữa, lá trong. Nhiều tuyến của cơ thể cũng được cấu tạo chủ yếu bằng biểu mô. Nó luôn nằm tựa lên mô liên kết, và nằm giữa hai lớp mô này là màng đáy.
Trong cơ thể người, biểu mô được phân loại là một trong những mô căn bản, cùng với các mô khác như mô liên kết, mô cơ, mô thần kinh.
Chức năng của các tế bào biểu mô bao gồm chế tiết, thẩm thấu chọn lọc, bảo vệ, vận chuyển giữa các tế bào và cảm thụ xúc giác.